# Lejeunea erostrata
Lejeunea erostrata là một loài Rêu trong họ Lejeuneaceae. Loài này được Reiner, Maria Elena & Goda mô tả khoa học đầu tiên năm 2000.